# Dinara Saduakassova
Dinara Saduakassova (nascida em 31 de outubro de 1996) é uma jogadora de xadrez cazaque que detém os títulos FIDE de Mestre Internacional (IM) e Grande Mestre Mulher (WGM).

## Carreira
Nascida em Astana, Cazaquistão, ela venceu o Campeonato Mundial Juvenil de Xadrez duas vezes, na categoria sub-14 feminino em 2010, e sub-18 feminino em 2014.
Em agosto de 2016, Saduakassova venceu o Campeonato Mundial Júnior Feminino em Bhubaneswar, na Índia.  Ela participou do Campeonato Mundial Feminino de Xadrez de 2017, perdendo para Harika Dronavalli na segunda rodada. Ela também ganhou o título de Mestre Internacional naquele ano.
Em outubro de 2019, ela recebeu sua primeira norma de Grande Mestre ao participar do torneio FIDE Chess.com Grand Swiss 2019 com um rating performance de 2648